# Distretto di Žďár nad Sázavou
Il distretto di Žďár nad Sázavou (in ceco okres Žďár nad Sázavou) è un distretto della Repubblica Ceca nella regione di Vysočina. Il capoluogo di distretto è la città di Žďár nad Sázavou.

## Geografia antropica
Il distretto conta 174 comuni:

### Città
- Bystřice nad Pernštejnem
- Nové Město na Moravě
- Svratka
- Velká Bíteš
- Velké Meziříčí
- Žďár nad Sázavou

### Comuni mercato
- Bobrová
- Bohdalov
- Jimramov
- Křižanov
- Měřín
- Nové Veselí
- Ostrov nad Oslavou
- Sněžné
- Strážek
- Vojnův Městec

### Comuni
- Baliny
- Blažkov
- Blízkov
- Bobrůvka
- Bohdalec
- Bohuňov
- Borovnice
- Bory
- Březejc
- Březí
- Březí nad Oslavou
- Březské
- Budeč
- Bukov
- Býšovec
- Cikháj
- Černá
- Dalečín
- Daňkovice
- Dlouhé
- Dobrá Voda
- Dolní Heřmanice
- Dolní Libochová
- Dolní Rožínka
- Fryšava pod Žákovou horou
- Hamry nad Sázavou
- Herálec
- Heřmanov
- Hodíškov
- Horní Libochová
- Horní Radslavice
- Horní Rožínka
- Chlum-Korouhvice
- Chlumek
- Chlumětín
- Jabloňov
- Jámy
- Javorek
- Jívoví
- Kadolec
- Kadov
- Karlov
- Kněževes
- Koroužné
- Kotlasy
- Kozlov
- Krásné
- Krásněves
- Křídla
- Křižánky
- Křoví
- Kuklík
- Kundratice
- Kyjov
- Lavičky
- Lhotka
- Lísek
- Líšná
- Malá Losenice
- Martinice
- Matějov
- Meziříčko
- Milasín
- Milešín
- Mirošov
- Moravec
- Moravecké Pavlovice
- Netín
- Nížkov
- Nová Ves
- Nová Ves u Nového Města na Moravě
- Nové Dvory
- Nové Sady
- Nový Jimramov
- Nyklovice
- Obyčtov
- Ořechov
- Oslavice
- Oslavička
- Osová Bítýška
- Osové
- Otín
- Pavlínov
- Pavlov
- Petráveč
- Pikárec
- Písečné
- Počitky
- Poděšín
- Podolí
- Pokojov
- Polnička
- Prosetín
- Račice
- Račín
- Radenice
- Radešín
- Radešínská Svratka
- Radkov
- Radňoves
- Radňovice
- Radostín
- Radostín nad Oslavou
- Rodkov
- Rosička
- Rousměrov
- Rovečné
- Rozseč
- Rozsochy
- Rožná
- Ruda
- Rudolec
- Řečice
- Sázava
- Sazomín
- Sejřek
- Sirákov
- Sklené
- Sklené nad Oslavou
- Skorotice
- Skřinářov
- Spělkov
- Strachujov
- Stránecká Zhoř
- Střítež
- Sulkovec
- Světnov
- Sviny
- Škrdlovice
- Štěpánov nad Svratkou
- Tasov
- Tři Studně
- Ubušínek
- Uhřínov
- Ujčov
- Újezd
- Unčín
- Vatín
- Věcov
- Věchnov
- Velká Losenice
- Velké Janovice
- Velké Tresné
- Vepřová
- Věstín
- Věžná
- Vídeň
- Vidonín
- Vír
- Vlachovice
- Vlkov
- Vysoké
- Záblatí
- Zadní Zhořec
- Znětínek
- Zubří
- Zvole
- Ždánice